# Can Goula
Can Goula és una obra d'Arenys de Mar (Maresme) protegida com a bé cultural d'interès local.

## Descripció
És una casa cantonera però de tipologia entre mitgeres, aprofitant-se del carrer secundari per a obrir algunes obertures. Està formada per un cos principal, un pati i un pavelló posterior. Composició simètrica de la façana, amb porta central i dues finestres a la planta baixa, amb columnetes i arcades al segon pis i golfes. Gran ràfec de teulada, reixes i baranes de ferro. A la façana hi ha unes rajoles ceràmiques que representen Sant Jordi.

## Història
En una reforma se li va fer una obertura al pavelló exterior, el que ha malmès una mica l'edifici.